# Джон Трамп
Джон Джордж Трамп (англ. John George Trump; 21 серпня 1907, Нью-Йорк — 21 лютого 1985, Бостон, Массачусетс) — американський електротехнік, винахідник і фізик. Він отримав Національну наукову медаль (1983) від президента Рональда Рейгана, був членом Національної інженерної академії. Він відомий своїм внеском в розвиток ротаційної променевої терапії. Разом з Робертом Ван де Граафом він розробив один з перших генераторів рентгенівського випромінювання на мільйон вольт. Дядько 45-го президента Сполучених Штатів Дональда Трампа.

## Біографія
Трамп був молодшим із трьох дітей і другим сином німецьких іммігрантів Фредеріка Трампа і Елізабет Кріст Трамп.
Трамп отримав ступінь бакалавра в галузі електротехніки в Політехнічному інституті Брукліна (нині Політехнічний інститут Нью-Йоркського університету) у 1929 році, ступінь магістра в галузі фізики в Колумбійському університеті у 1931 році, ступінь доктора електротехніки в Массачусетському технологічному інституті у 1933 році. Він працював професором у Массачусетському технологічному інституті з 1936 по 1973 рік.
Трамп одружився з Елорою Сауербрун (1913—1983), у них було троє дітей: покійний Джон Гордон Трамп (1938—2012) з Вотертаун, Массачусетс; Христина Філп з Нью-Лондона, Нью-Гемпшир; і Карен Інгрем з Лос-Аламоса, Нью-Мексико; і шість онуків.

### Нагороди
- 1947 — Георг VI вручив йому Королівську медаль за службу
- 1948 — Президентський сертифікат визнання, вручений президентом Гаррі Труменом
- 1960 — Медаль Ламме, вручена Американським інститутом електротехніків
- 1983 — Національна наукова медаль, вручена президентом Рональдом Рейганом